# پونس دو لئون (فلوریدا)
پونس دو لئون (به انگلیسی: Ponce de Leon) شهرکی در شهرستان هولمز، فلوریدا است که در سال ۱۹۶۳ بنیان‌گذاری شده‌است. این شهرک طبق سرشماری سال ۲۰۱۰ میلادی، ۵۹۸ نفر جمعیت داشته و مساحت آن نیز ۱۲٫۸ کیلومتر مربع است.